# Джеймс Джаул
Джеймс Прескът Джаул (на английски: James Prescott Joule) е английски физик. Той установява, че няколко различни вида енергия (механична, електрическа, топлинна) могат да бъдат преобразувани една в друга, като по този начин създава предпоставки за формулирането на Закона за запазване на енергията. През 1840 година Джаул открива връзката между електрическия ток, протичащ през резистор, и отделяната топлина (ефект на Джаул – Ленц), а по-късно, независимо от Юлиус Роберт фон Майер, открива връзката на топлината с механичната работа.

## Биография
Роден е на 24 декември 1818 година в Солфорд, предградие на Манчестър, Великобритания, син на Бенджамин Джаул, собственик на сравнително голяма пивоварна фабрика. Има по-голям брат, две по-малки сестри, едната от които умира едва 14-годишна, и по-малък брат. Джеймс е най-близък с по-големия си брат Бенджамин, с когото учат заедно и прекарват много време в детството си.
Първоначалното си образование Джеймс получава от частни учители, главно заради своята болнавост. Има проблеми с гръбнака и е лекуван, като състоянието му донякъде се подобрява, но през целия си живот остава прегърбен, което се отразява на характера му и допринася за неговата срамежливост.
От 1834 година учи при Джон Далтон в Манчестърското литературно и философско дружество. Както и Далтон, Джаул е убеден привърженик на атомната теория, докато много учени през този период продължават да са скептични към нея. Две години по-късно Далтон получава удар и се оттегля, но въпреки това оказва значително влияние, както и сътрудниците му Уилям Хенри, Питър Юарт и Итън Ходжкинсън, върху младия Джаул. През следващите години Джеймс Джаул учи при манчестърския учител Джон Дейвис и започва да се интересува от електричеството, като двамата с брат му експериментират, предизвиквайки токови удари един на друг и на прислужниците в дома им.
След като завършва образованието си, се включва в ръководството на семейната пивоварна и участва активно в работата до 1854 година, когато предприятието е продадено. През целия си живот Джаул има значителни собствени доходи, с които финансира и научните си занимания.
На 18 август 1847 година Джаул се жени за Амелия Гриймес, дъщеря на митнически служител от Ливърпул, като двамата имат син и дъщеря, но Амелия умира през 1854 при раждане.
Джеймс Джаул умира на 11 октомври 1889 година в дома си в Сейл, предградие на Манчестър, на 70-годишна възраст. Погребан е в местното гробище Брукландс.
На надгробния му паметник е изписано числото „772,55“, неговото окончателно измерване от 1878 година на механичния еквивалент на топлината, при което той установява, че това количество фут-паунди работа трябва да бъде приложено на морското равнище, за да повиши температурата на един паунд вода от 60 на 61 градуса Фаренхайт. На паметника има и цитат от Евангелие от Йоан: „Аз трябва да върша делата на Тогова, Който Ме е пратил, докле е ден; настъпва нощ, когато никой не може да работи“.[Иоан. 9:4]

## Научна дейност

### Електричество
Първоначално Джаул се занимава с наука като хоби, но още докато работи в пивоварната започва да проучва възможностите да замени парните машини във фабриката с новооткритите електромотори. През 1838 година прави първата си научна публикация в списанието „Анълс ъф Електрисити“, издавано от Уилям Стърджън.
Мотивиран донякъде от желанието си да оцени икономическите ефекти от такава замяна, той се фокусира върху измервания, с които да определи кой източник на енергия е по-ефективен. Така през 1841 година той открива Закона на Джаул, според който топлината, развита от прякото действие на всеки волтаичен ток, е пропорционална на квадрата на големината на тока, умножена по съпротивлението на проводника. Стига до извода, че изгарянето на фунт въглища е по-икономично от изразходването на фунт скъп цинк в електрическа батерия.
Джаул се опитва да представи резултатите си пред Кралското дружество, но е приет там като провинциален дилетант. През същата година Стърджън се премества в Манчестър и двамата с Джаул се превръщат в ядрото на кръг от интелектуалци в града. Те споделят възгледа, че науката и теологията трябва да бъдат обединени, като Джаул започва да чете лекции в създадената от Стърджън Кралска викторианска галерия за практически науки. Повлиян от Франц Епинус, той се опитва да обясни електрическите и магнитните явления с концепцията за атоми, заобиколени от „калоричен етер в състояние на вибриране“.
По това време Джаул започва да се интересува от въпроса какво количество работа може да бъде извлечено от различни източници, което го насочва към идеята за преобразуването на енергията. Той измерва, че при изгарянето на фунт въглища в парна машина се извършва пет пъти повече работа, отколкото при изразходването на фунт цинк в клетка на Гроув, примитивна батерия, използвана по това време. За тази цел той дефинира единица за извършвана работа, която е равна на способността да се издигне един фунт на височина един фут. Това е една от първите дефиниции на единица за измерване на работа, поради което единицата за работа в Международната система единици (джаул) е наречена на него.
През 1843 година Джаул публикува експериментални резултати, според които установеният от него ефект на нагряване на електропроводниците се дължи на генериране на топлина в самия проводник, а не на пренос на топлина от друга част на опитното устройство. С това той пряко се противопоставя на преобладаващата дотогава калорична теория, според която топлината е особена субстанция, която не може да се появява и изчезва. Калоричната теория доминира в науката за топлината от нейното въвеждане от Антоан Лавоазие през 1783 година и успешната ѝ практическа интерпретация в теорията на парния двигател на Сади Карно от 1824 година. По тази причина откъснатият от академичните и инженерните среди Джаул се сблъсква със сериозна съпротива от привърженици на калоричната теория, които поддържат, че преобразуването на ток в топлина е обратимо и сочат като доказателство симетрията на термоелектрическия ефект.

### Термодинамика
С времето интересът на Джеймс Джаул се измества от чисто практическия проблем към по-общи разсъждения за преобразуването на енергията. Той е сред малцината свои съвременници, които оценяват труда на Джон Херапат върху кинетичната теория на газовете. Силно влияние му оказва и публикацията на Питър Юарт от 1813 година „За мярката на двигателната сила“ („On the measure of moving force“). Самият той по-късно сочи като свои предшественици Френсис Бейкън, Исак Нютон, Джон Лок, Бенджамин Томпсън и Хъмфри Дейви.
Той се насочва към търсене на механичен еквивалент на топлината и установява, че за повишаването на температурата на 1 фунт вода с 1 градус Фаренхайт е необходимо да се приложи 838 ft·lbf (фут-паунди) механична работа. Тази стойност се равнява на 4,51 J/cal, сравнително близка до съвременните измервания – 4,1860 J/cal.
Джаул обявява своите резултати на среща на химическата секция на Британската асоциация за напредък на науката в Корк през август 1843 година, но изявлението му е посрещнато с мълчание. Той упорито продължава да търси чисто механична демонстрация на преобразуването на работа в топлина и конструира специален уред, с който да измери триенето на течност във филтър. Прокарвайки вода през перфориран цилиндър, той успява да измери лекото вискозно нагряване на течността, като получава механичен еквивалент от 4,14 J/cal. Фактът, че стойностите, получени по електрически и по чисто механичен път, съвпадат поне в първия знак, за Джаул е убедително свидетелство за обратимостта на работа в топлина: „когато се изразходва механична сила, винаги се получава точен еквивалент топлина“.
След това Джеймс Джаул опитва да докаже тезата си по трети начин. Той измерва генерираната топлина при прилагане на работа за свиване на газ и получава механичен еквивалент от 4,29 J/cal. В много отношения този експеримент е най-уязвим за критиците на Джаул, поради което той полага специални усилия да преодолее евентуални възражения чрез умело дефиниране на опита. Той представя резултатите си пред Кралското дружество на 20 юни 1844 година, но предложението за публикуването им е отхвърлено и той е принуден да се задоволи с публикация във „Филъсофикал Мегазин“ през следващата година. В нея той пряко се противопоставя на базираните на калоричната теория разсъждения на Сади Карно и Емил Клапейрон, без да крие теологичните си мотиви:
Аз смятам, че тази теория... противоречи на приетите принципи на философията, защото води до извода, че жизнената сила може да бъде разрушена от неправилното разположение на уредите. Така г-н Клапейрон прави извода, че „тъй като температурата на огъня е 1000 до 2000 °C по-висока от тази на котела, има огромна загуба на жизнена сила при преминаването на топлината от пещта в котела“. Вярвайки, че силата да унищожава принадлежи само на Създателя, аз твърдя... че всяка теория, чието провеждане изисква унищожаването на сила, е по необходимост грешна.
В своята статия от 1844 година Джаул пише:
...механичната сила, изразходвана при въртенето на магнито-електрична машина е преобразувана в топлина, развита при преминаването на индуктивните токове през намотките; и, от друга страна, двигателната сила на електромагнитния мотор е получена за сметка на топлината от химичните реакции в батерията, чрез която той работи.
През 1845 година Джаул представя своето изследване „За механичния еквивалент на топлината“ („On the mechanical equivalent of heat“) на среща на Британската асоциация за напредък на науката в Кеймбридж. В него той описва най-известния си опит – падаща тежест завърта водно колело, при което механичната работа се извършва от гравитацията, в изолирана бъчва с вода, нарастването на чиято температура се измерва. Този път той изчислява механичния еквивалент на 4,41 J/cal. Той пише и писмо с описание на експеримента до „Филъсофикал Мегазин“, което е публикувано през септември 1845 година.
През 1850 година публикува ново прецизирано измерване от 4,159 J/cal, близко до съвременните оценки.

### Обществено признание
Първоначално работите на Джеймс Джаул не се приемат от научната общност, тъй като резултатите му зависят силно от точността на измерванията, а той твърди, че измерва температурите с точност от 1/200 от градус Фаренхайт (3 mK). Такава прецизност определено е необичайна за експерименталната физика през този период, но Джаул има достъп до практическите техники, използвани в изкуството на пивоварството. Голяма помощ му оказва и майсторът на научни инструменти Джон Бенджамин Денсър. Експериментите на Джаул допълват теоретичната работа на Рудолф Клаузиус, когото някои автори смятат за съизобретател на концепцията за енергия.
Предлаганата от Джеймс Джаул кинетична теория на топлината (той смята, че тя е форма на ротационна, а не на транслационна кинетична енергия) е свързана с важен концептуален въпрос – ако топлината е форма на молекулно движение, защо то не замира постепенно? Теорията на Джаул предполага, че сблъсъците на молекулите са идеално еластични, а в същото време самото съществуване на атоми и молекули получава широко признание едва половин век по-късно. Макар че от днешна гледна точка е трудно да се разбере привлекателността на калоричната теория, по онова време тя предлага някои явни преимущества. Успешната теория на парната машина на Сади Карно се основава на калоричния подход и едва по-късно Уилям Томсън доказва, че формулите на Карно са валидни и без наличието на калоричен флуид.
Междувременно в Германия Херман фон Хелмхолц се запознава с работата на Джаул, както и с подобните изследвания на Юлиус Роберт фон Майер от 1842 година. Макар и двамата да са игнорирани в продължение на години, в своята формулировка на Закона за запазване на енергията през 1847 година Хелмхолц отчита техния принос за определяне на механичния еквивалент на топлината.
През същата година Джаул прави ново представяне пред Британската асоциация в Оксфорд, на което присъстват Джордж Гейбриъл Стоукс, Майкъл Фарадей и младият и неортодоксален Уилям Томсън, бъдещият лорд Келвин, който вече е назначен за професор по естествена философия в Глазгоуския университет. Стоукс е склонен да приеме идеите на Джаул, Фарадей е поразен от тях, но има съмнения, а Томсън е заинтригуван, но скептичен.
По-късно през 1847 година Джаул се среща случайно в Шамони с Томсън, докато е там на сватбено пътешествие. Джаул и Томсън се опитват да проведат експеримент, измервайки разликата в температурата между горния и долния край на водопад край Саланш, но това се оказва трудно за реализиране.
Макар Томсън да приема, че резултатите на Джаул изискват теоретично обяснение, той продължава да защитава школата на Карно-Клапейрон. В своята публикация за абсолютната температура през 1848 година той пише, че „преобразуването на топлина в механично действие е вероятно невъзможно, и определено не е открито“. Все пак бележка под линия отбелязва „много забележителните открития“ на Джаул, маркирайки неговите първи съмнения. Неясно защо Томсън не изпраща копие от публикацията си на Джаул, но след като я прочита, той му пише на 6 октомври, настоявайки, че изследванията му са демонстрирали преобразуването на топлина в работа, но че той планира и нови експерименти. Томсън отговаря, че самият той планира свои опити и се надява възгледите на двамата да се съгласуват. Макар че не провежда нови експерименти, през следващите две години Томсън все повече се разочарова от теорията на Карно и се убеждава в тази на Джаул.
В своя публикация от 1851 година Уилям Томсън вече се е отказал от възможен компромис и пише, че „цялата теория на двигателната сила на топлината се основава на... две... системи, създадени съответно от Джаул и от Карно и Клаузиус“. Когато Джаул се запознава със статията, той изпраща на Томсън свои забележки и въпроси, поставяйки началото на плодотворно епистоларно сътрудничество между двамата, като Джаул провежда експерименти, а Томсън анализира резултатите и прави предложения за следващи опити. Съвместната им работа продължава от 1852 до 1856 година, довеждайки до откриването на ефекта на Джаул-Томсън, а публикуваните общи резултати допринасят много за приемането на изследванията на Джаул и кинетичната теория.
През 1850 година Джеймс Джаул е приет за член на Кралското дружество, през 1860 става председател на Манчестърското литературно и философско дружество, а през 1872 – на Британската асоциация за напредък на науката. Той продължава да се интересува от различни научни въпроси до края на живота си. Така през 1869 година той пише до Манчестърското литературно и философско дружество за свое наблюдение на зелен лъч.

## Религиозни и политически възгледи
Джеймс Джаул е сравнително религиозен, като самият той сочи религията като един от основните мотиви за научната си работа и разглежда природните закони като изражение на божествения разум.
В политиката Джаул е привърженик на консерваторите, като често се изказва крайно неодобрително за лидерите на Либералната партия. Например, в свое писмо до Джон Тиндал той пише за Уилям Гладстон: „Потомството ще го оцени като най-лошия „държавник“, който Англия някога е имала.“

## Отличия и наследство
- Член на Кралското дружество (1850)
  - Кралски медал (1852)[21] „за неговата публикация за механичния еквивалент на топлината, отпечатана във Филъсофикъл ‘For his paper on the mechanical equivalent of heat, printed in the „Philosophical Трензекшънс“ от 1850“
  - Медал „Копли“ (1870)[21] „за неговите експериментални изследвания на динамината теория на топлината“
- Председател на Манчестърското литературно и философско дружество (1860)[21]
- Председател на Британската асоциация за напредък на науката (1872, 1887)
- Почетен член на Института на инженерите и корабостроителите в Шотландия (1857)[22]
- Почетни докторати:
  - LL.D., Тринити Колидж Дъблин (1857)
  - DCL, Оксфордски университет (1860)
  - LL.D., Единбургски университет (1871)
- Държавна пенсия от 200 паунда годишно за заслуги за науката (1878)
- Медал „Албърт“ на Кралското дружество на изкуствата (1880)[21] „за установяването, след най-усърдно изследване, на истинската връзка между топлина, електричество и механична работа, предоставяйки така на инженера сигурен принцип за прилагането на науката в индустриалните начинания“

В северната част на Уестминстърското абатство има мемориал на Джеймс Джаул, но той не е погребан там. Първата биографична книга за него е издадена през 1892 година от неговия приятел и сътрудник и професор в Колежа „Оуенс“ Озбърн Рейнълдс. В сградата на общината на Манчестър е поставена статуя на Джаул от Алфред Гилбърт, разположена срещу статуя на Джон Далтон. Семейната пивоварна на Джеймс Джаул съществува и в наши дни, но преместена в Маркет Дрейтън.